# ŽOSトルナヴァ
ŽOSトルナヴァ株式会社（スロバキア語：ŽOS Trnava, a.s.）は、スロバキア・トルナヴァ県トルナヴァ市の大手鉄道車両製造・検修企業である。本項では同社の関連会社であるズヴォレン鉄道検修工機株式会社 (Železničné opravovne a strojárne Zvolen, a.s.) についても述べる。

## 概要

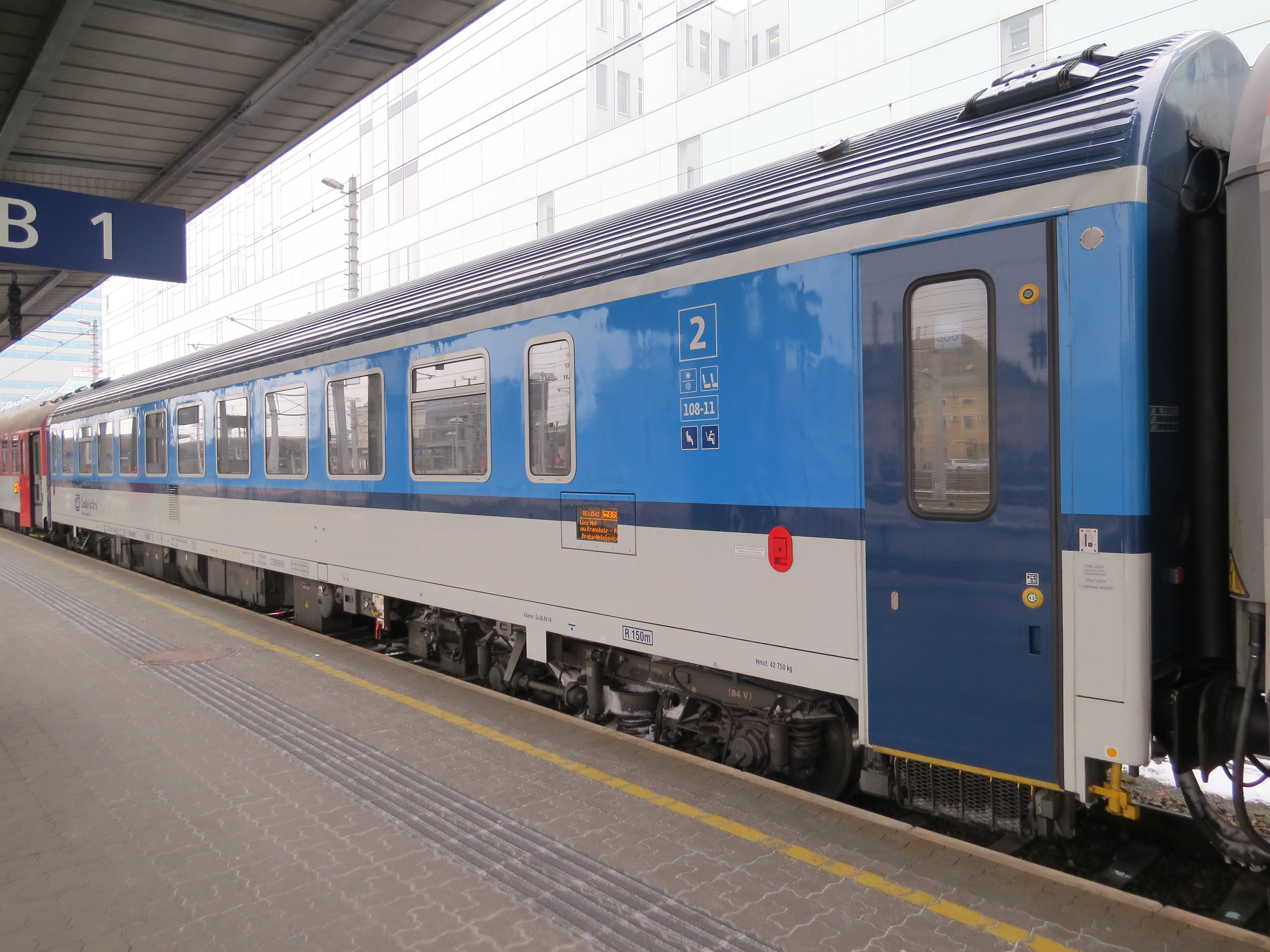
ŽOSトルナヴァで近代化更新工事を受けたチェコ鉄道Bdpee形客車。パルス・ノヴァ（チェコ）との共同受注

スロバキア国鉄トルナヴァ鉄道検修工機支社 (Odštepný závod Železničné opravovne a strojárne Trnava) を1994年10月3日に分離民営化して発足した。当時、地元の民主スロバキア運動トルナヴァ地域の代表を務め、のち政商に転じて富豪となったウラジミール・ポオールが一貫して経営に関与。1995年以降の出資比率は、TOS株式会社 (TOS, a.s.) が50.8%、ポオールが役員を務めるトルナヴァ市の運送会社、鉄道運送株式会社 (Železničná preprava, a.s.) が49.2%である。
国内外の貨物鉄道事業者向けの貨車製造事業のほか、国鉄系鉄道事業者である鉄道企業体カーゴ・スロバキアおよび鉄道企業体スロバキア、チェコ鉄道の客貨車に対する検修および近代化更新工事、鉄道部品製造および非破壊検査事業を手がけている。同じくスロバキア国鉄の工機支社を前身とするズヴォレン鉄道検修工機株式会社に2008年から出資しており、同社とŽOSトルナヴァグループ (ŽOS Trnava Group) を形成している。
鉄道企業体スロバキア（ZSSK）が2020年からジリナ地域管理区（OSD Zilina）に配置を開始したZSSK660・661系交直流電車及びチェコ・南モラヴィア県政府（JMK）が2022年から運用を開始するJMK530・550系交流電車では、ŽOSトルナヴァがシュコダトランスポーテーション（チェコ）と共同企業体を組んで受注し、先頭の制御電動客車についてはシュコダ・トランスポーテーションが、中間の電動客車および付随客車についてはŽOSトルナヴァがそれぞれ車両組立を行っている。

## 歴史
チェコスロバキア国鉄の貨車検修工場として1925年に発足した。第二次世界大戦後の鉄道復興に際して検修の増強を進め、年間3500両の貨車検修能力を持つ工場に発展。さらに1951年までに客車、ディーゼル動車、バスの検修を開始。1960年にはクレーンの検修も行うようになった。
1968年から新工場の建設および大規模な施設改修を行い、1960年代後半以降、貨車研修能力は年間10000台以上を維持した。1987年にズヴォレン、ウルートキの2鉄道検修工機支社とともに独立採算制のトルナヴァ鉄道検修工機支社が発足し、国鉄から事業分離された。

## ズヴォレン鉄道検修工機

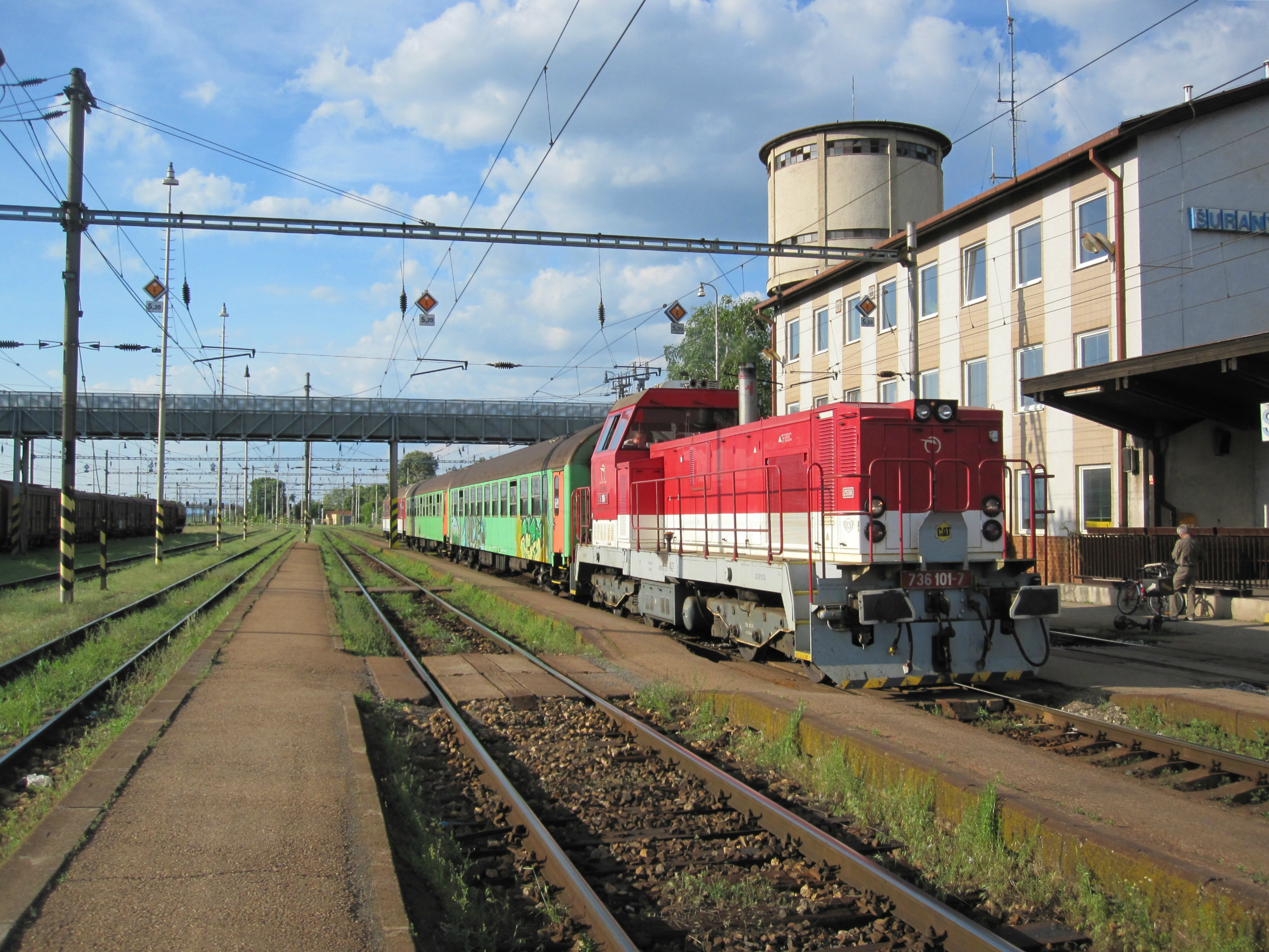
ズヴォレン鉄道検修工機で近代化更新工事を受けた736形ディーゼル機関車

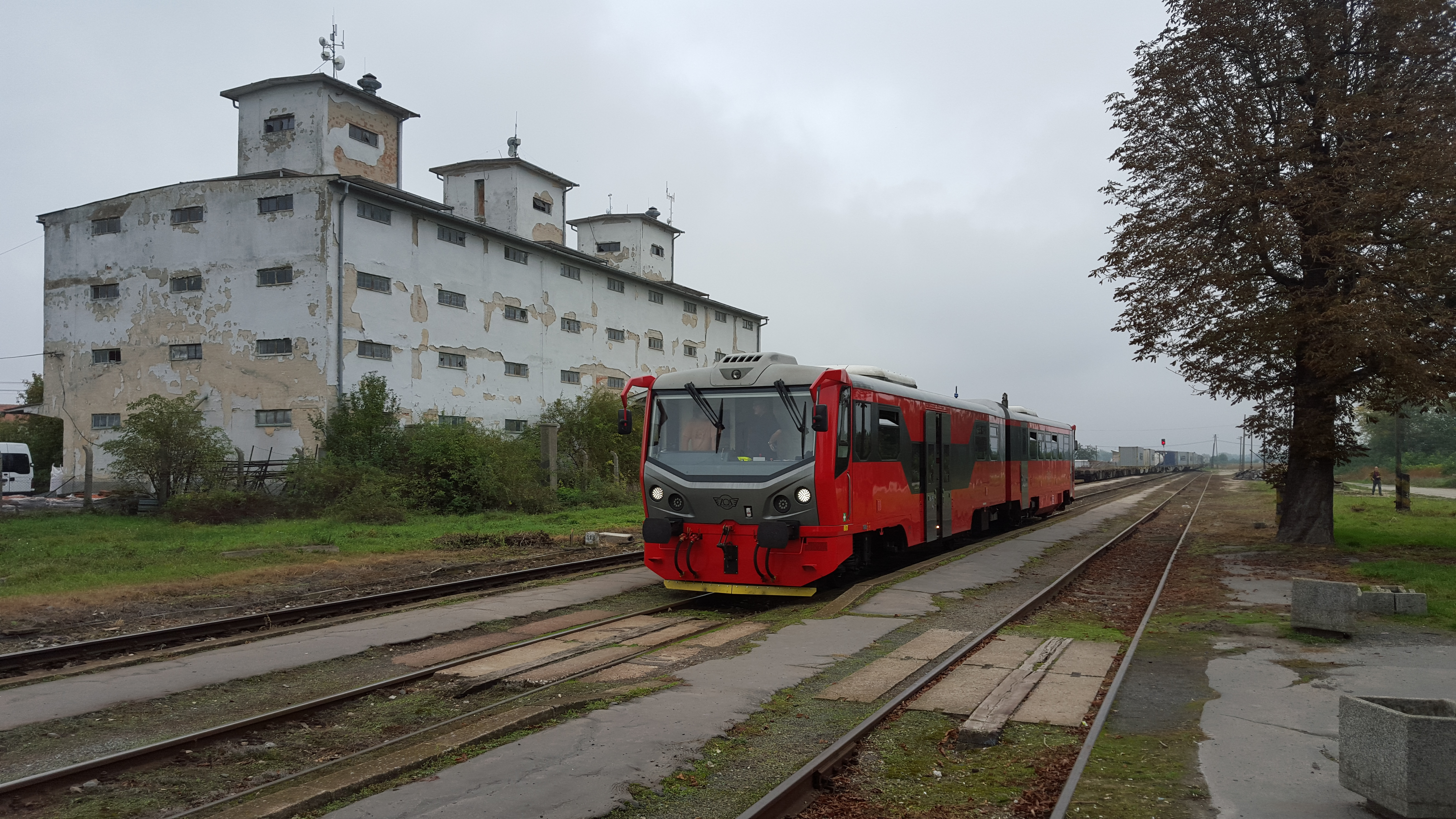
810形を更新した811.11形ディーゼル動車。ズヴォレン鉄道検修工機が所有し鉄道企業体スロバキアにリースしている編成

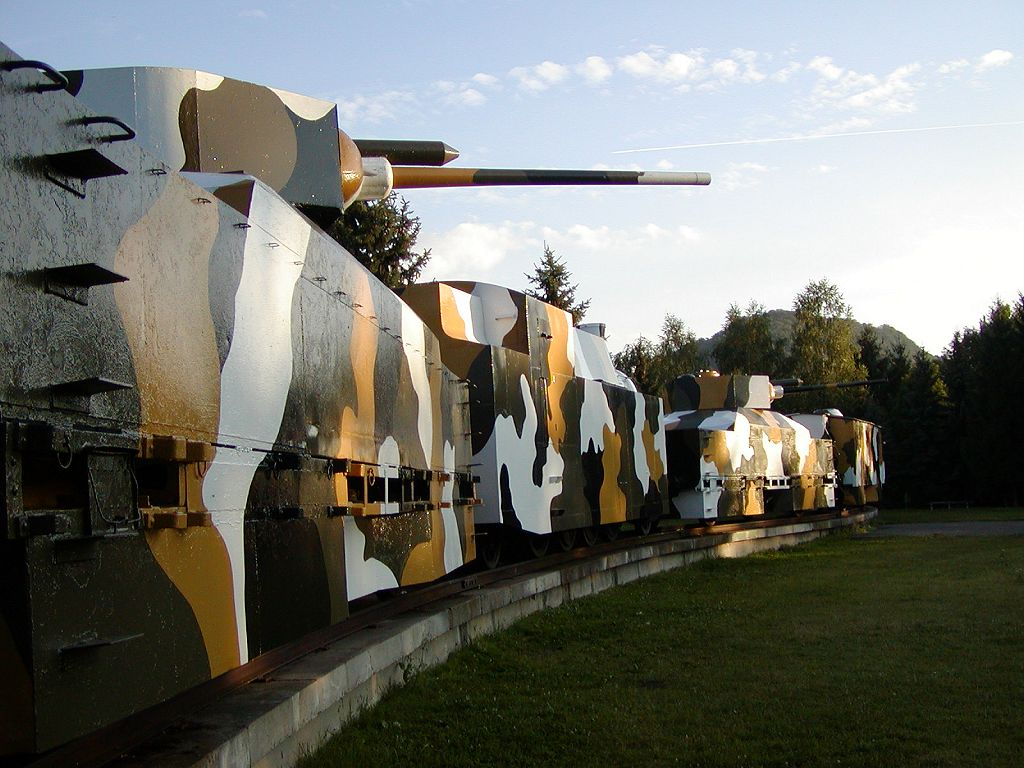
1944年のスロバキア国民蜂起時、蜂起軍用に製造した装甲車両

ズヴォレン鉄道検修工機株式会社 (Železničné opravovne a strojárne Zvolen, a.s.) は、スロバキア・バンスカービストリツァ県ズヴォレン市の大手鉄道車両製造・検修企業である。スロバキア国鉄ズヴォレン鉄道検修工機支社 (Odštepný závod Železničné opravovne a strojárne Zvolen) を1994年9月30日に分離民営化して発足した。ズヴォレン検修工場株式会社が50.82%、ŽOSトルナヴァ株式会社が24.50%、オートサービスAZ有限会社（トルナヴァ市）が24.68%を出資しており、ŽOSトルナヴァの関連企業である。
810形ディーゼル動車の更新車をはじめとする鉄道企業体カーゴ・スロバキアおよび鉄道企業体スロバキアの機関車、ディーゼル動車の近代化更新工事を主に担当しているほか、両社の動力車の検修、鉄道部品の製造、非破壊検査を手がけている。また、国内外の鉄道会社に対する中古動力車の買い取り、販売、リース事業も行っている。

### 歴史（ズヴォレン鉄道検修工機）
ハンガリー国営鉄道時代の1884年、ズヴォレン鉄道工場 (Zvolenské železničné dielne) としてズヴォレン蒸気庫（1872年開設）から分離発足したスロバキア鉄道史を代表する鉄道工場である。
1901年および1913年から1914年にかけてのズヴォレン鉄道駅の二度の整備工事で移転を重ねて工場規模を拡大した。1918年にチェコスロバキア国鉄ズヴォレン鉄道工場となり、第二次世界大戦中の1944年に勃発したスロバキア国民蜂起では、ズヴォレン市を勢力圏に置いていた蜂起軍用の装甲車両を製造してドイツ軍に抵抗した。
1952年のチェコスロバキア国鉄組織改正で、車両検修工場を開設。1964年にはディーゼル機関車の検修を開始した。1987年に独立採算制の国鉄ズヴォレン鉄道検修工機支社が発足し、国鉄から事業分離された。